# Rafat (Salfit)
Rafat (àrab: رافات, Rāfāt) és una vila palestina de la governació de Salfit, a Cisjordània, 38 kilòmetres al sud-oest de Nablus. Segons l'Oficina Central Palestina d'Estadístiques tenia 1.861 habitants el 2007. Limita al sud amb az-Zawiya, al nord-est amb Deir Ballut, i al nord-oest amb Kafr ad-Dik.

## Història
S'hi han trobat pots i ceràmica de l'Edat de Ferro, persa, hel·lenístico-romana, romana d'Orient, croada-aiúbida i mameluca. També s'hi han trobat paviments de mosaic blanc.

### Època otomana
En 1517 la vila fou incorporada a l'Imperi Otomà junt amb la resta de Palestina, i s'hi ha trobat terrissa de la primera època otomana. Apareix en els registres fiscals de 1596 com a 'Arafat, situada al nàhiya de Jabal Qubal al liwà de Nablus. La població era de 6 llars, totes musulmanes. Els ciutadans pagaven un impost fix del 33,3% sobre els productes agrícoles, com el blat, l'ordi, els cultius d'estiu, les oliveres, les cabres i els ruscs, a més dels ingressos addicionals i un impost fix per a les persones de la zona de Nabulus; un total de 3,100 akçe.
En 1870 Guérin va trobar un nombre d'antigues cisternes i un birket rectangular tallat a la roca de 15 passes de llarg per 10 d'ample. també va parlar de «nombroses» tombes.
En 1882 el Survey of Western Palestine (SWP) del Fons per a l'Exploració de Palestina va descriure Rafat com «una vila de pedra semiruïnosa en una lloma, aparentment un lloc antic, amb un Mukam molt visible en una peça de roca a l'oest de la vila, i tombes tallades en roca. El subministrament d'aigua prové de pous i cisternes.» Més tard va assenyalar: «Al nord-est de la vila hi ha un descens en roca escarpada, en el qual hi ha dues tombes de classe, anomenades "roca enfonsada", una tallada en un bloc de roca quadrat, amb la part superior anivellada.»

### Època del Mandat Britànic
En el cens de Palestina de 1922 tenia 92 habitants, tots musulmans, que augmentaren a 127 en el cens de 1931 tots musulmans, en un total de 31 llars.
En 1945 la població de Rafat era de 180 habitants, tots musulmans, mentre que l'àrea total de terra era de 8,125 dúnams, segons un cens oficial de terra i població. D'aquests, 1,889 dúnams eren usats per cereals, mentre que 24 dúnams eren classificats com a zona urbanitzada.

### Després de 1948
Després de la de la Guerra araboisraeliana de 1948, i després dels acords d'Armistici de 1949, Rafat va restar en mans de Jordània. Després de la Guerra dels Sis Dies el 1967, ha estat sota ocupació israeliana.

## Persones notables
- Yahya Ayyash